# Благо у дувару
„Благо у дувару“ је југословенски филм из 1975. године. Режирао га је Александар Јевђевић, а сценарио су, на основи истоимене приповетке Зије Диздаревића написали Тарик Хаверић и Ненад Диздаревић.

## Улоге
| Глумац            | Улога       |
| ----------------- | ----------- |
| Рејхан Демирџић   | Ибрисим-ага |
| Урош Крављача     |             |
| Михајло Мрваљевић |             |
| Сафет Пашалић     |             |
| Јосип Пејаковић   |             |
| Нада Пани         |             |
| Драган Шаковић    |             |
| Миодраг Брезо     |             |